# Muff Potter
Muff Potter, parfois stylisé muff potter., est un groupe allemand de rock, originaire de Rheine et Münster. Il est formé en 1993, et porte le nom de l'innocente victime accusée de meurtre dans Les Aventures de Tom Sawyer de Mark Twain. Le 12 décembre 2009, le groupe se sépare après une tournée d'adieu.

## Biographie

### Débuts et recherche de styles
Muff Potter est formé pendant une première répétition le 9 mai 1993 à Rheine, avec les groupes Sexton and the Frusties, Misplaced Childhood, et Aids Dayz. Les deux premières sorties - la cassette démo Bambule - Kleine Geschichten aus dem großen Knast, et le premier album éponyme - sont enregistrés d'abord avec Mongo et peu après le départ de Bernd Ahlert.
Leur style musical est, selon leur propre définition, de l'« angry pop music », qui provient de groupes de rock indépendant/punk rock anglais et américains comme Hüsker Dü, Dinosaur Jr., Wipers, The Cure, Leatherface, mais aussi de groupes allemands comme Slime, The Notwist, …But Alive, Boxhamsters et EA80.  Surtout, leurs premières publications sont souvent liées au mouvement punk rock. Ce qui a toujours distingué Muff Potter des nombreux autres groupes de punk rock, ce sont leurs paroles profondes sans phrases audacieuses ou fortement politiques. Plus tard, le groupe utilisera également des instruments à corde ou des claviers pour un accompagnement musical.

### Heute wird gewonnen, bitte
Pendant l'enregistrement de Heute wird gewonnen, bitte, et la tournée qui suit, le groupe est soutenu par Jule März au chant, ce qui donne aux chansons de Muff Potter une toute nouvelle note. March chante également une reprise des Team Dresch, Don't Try Suicide, qui est apparue avec plusieurs autres reprises d’autres artistes (dont Tomte et Tagtraum) sur le sampler There Is a Light that Never Goes Out (2004, Dancing In the Dark). März quitte le groupe après la fin de la tournée. Au cours de cette tournée, Muff Potter se produit le 5 juin 2003 lors d'un concert au port de Hambourg pour la première et dernière fois depuis 1994,. Avec Placebo Domingo, le groupe sort Heute wird gewonnen, bitte, son premier single CD de l'histoire du groupe. Dans le même temps, il y avait une autre première pour le groupe avec le premier clip vidéo.
Le groupe se sépare le 12 décembre 2009, après une tournée d'adieu.

## Discographie

### Albums studio
- 1994 : Bambule – Kleine Geschichten aus dem großen Knast (démo)
- 1996 : Muff Potter
- 1997 : Schrei wenn du brennst (LP/CD)
- 2000 : Bordsteinkantengeschichten (LP/CD)
- 2003 : Heute wird gewonnen, bitte (LP/CD)
- 2005 : Von Wegen (LP/CD)
- 2006 : My Huckleberry Friend (CD)
- 2007 : Steady Fremdkörper (LP/CD)
- 2009 : Gute Aussicht (LP/CD)

### Singles et EP
- 2000 : The Potthoff EP (7" EP)
- 2003 : Placebo Domingo (single CD)
- 2003 : Muff Potter/Hot Water Music (split EP 7") (Green Hell Records)
- 2005 : Allesnurgeklaut/Punkt 9 (single 7")
- 2006 : Alles was ich brauch (CD EP)
- 2006 : Alles was ich brauch – Unplugged im Proberaum (EP téléchargebale sur iTunes)
- 2007 : Fotoautomat (single CD)
- 2007 : Wunschkonzert (single téléchargeable)
- 2007 : Muff Potter/Chuck Ragan (split 7")
- 2009 : Blitzkredit Bop (Download Single)
- 2009 : Auf meiner Fussmatte (7" single)
- 2009 : Niemand will den Hund begraben
- 2009 : Auf wiedersehen (single 7")